# Bīdkhvār
Bīdkhvār (persiska: بيدِه خوار, بيدَ خَر, بيدخوار, بادخوار, Bīdeh Khvār) är en ort i Iran.   Den ligger i provinsen Bushehr, i den södra delen av landet, 900 km söder om huvudstaden Teheran. Bīdkhvār ligger 699 meter över havet och antalet invånare är 141.
Terrängen runt Bīdkhvār är huvudsakligen kuperad, men åt nordväst är den platt.Runt Bīdkhvār är det ganska glesbefolkat, med 31 invånare per kvadratkilometer. Närmaste större samhälle är Jam, 4,7 km nordväst om Bīdkhvār. Omgivningarna runt Bīdkhvār är i huvudsak ett öppet busklandskap.